# Dudswell
Dudswell è un comune del Canada, situato nella provincia del Québec, nella regione di Estrie.